# Пролаз Вериге
Вериге су најужи (250 m) део (мореуз) бококоторског залива и налазе се на споју Тиватског са Рисанским и Которским заливом, између ртова Ђиновић и Ђурић, брда Свети Илија. Назив Вериге је добио из времена владавине краља Лајоша, који је 1381. године мореуз запречио ланцима (вериге = синџир, ланац) како би онемогућио продор венецијанским галијама у Которски залив и напад на град Котор, који је био под мађарским протекторатом. Са обе стране залива, на рту Ђиновић и Ђурић, још увек постоје остаци зидина, кула – стражара. Лазар Томановић је записао да су се у старо доба, али и у најновије (1859) у вријеме рата простирале вериге, да непријатељски бродови не иду даље ка Котору.
Овим мореузом саобраћа трајект између Каменара и Лепетана.

## Галерија слика
- Поглед преко мореуза
- Поглед са друге стране мореуза
- Светионик на левој страни мореуза
- Црква Госпа од Анђела са светиоником на левој страни мореуза
- Терминал трајектне линије у Каменарима